# Liste der Orte in der kreisfreien Stadt Augsburg
Die Liste der Orte in der kreisfreien Stadt Augsburg listet die amtlich benannten Gemeindeteile (Stadtteile, Dörfer, Weiler, Höfe, (Einzel-)Häuser) und Wüstungen in der kreisfreien Großstadt Augsburg auf.

## Systematische Liste
Liste der Orte in der kreisfreien Stadt mit den Stadtteilen und weiteren Siedlungen:
- Stadt Augsburg:
  - Stadt Augsburg mit den Stadtteilen: Augsburg-Antonsviertel, Augsburg-Bergheim, Augsburg-Bärenkeller, Augsburg-Firnhaberau, Augsburg-Göggingen, Augsburg-Hammerschmiede, Augsburg-Haunstetten, Augsburg-Herrenbach, Augsburg-Hochfeld, Augsburg-Hochzoll, Augsburg-Innenstadt, Augsburg-Inningen, Augsburg-Kriegshaber, Augsburg-Lechhausen, Augsburg-Oberhausen, Augsburg-Pfersee, Augsburg-Spickel, Augsburg-Siebenbrunn und Augsburg-Universitätsviertel; 
→ siehe auch: Liste der Planungsräume und Stadtbezirke von Augsburg
  - Kleinere Siedlungen bzw. Dörfer in den eher ländlichen Gebieten des Stadtgebiets: Neubergheim, Radegundis, Schafweidesiedlung, Wellenburg sowie den Weilern bzw. Einzelhöfen Bannacker, Fuchssiedlung, Lechfeldmühle, Obere Radaumühle, Radau, Schwabhof und Waldhaus

## Alphabetische Liste
In Fettschrift erscheinen die Orte, die namengebend für die Gemeinde sind.
- Augsburg: Stadtteile:→ siehe oben in der systematischen Liste und: Liste der Planungsräume und Stadtbezirke von Augsburg
- Bannacker
- Bergheim
- Fuchssiedlung
- Haunstetten
- Inningen
- Lechfeldmühle
- Neubergheim
- Obere Radaumühle
- Radau
- Radegundis
- Schafweidesiedlung
- Schwabhof
- Siebenbrunn
- Waldhaus
- Wellenburg